# イオンタウン武富ショッピングセンター
イオンタウン武富ショッピングセンター（イオンタウンたけとみショッピングセンター）は、沖縄県糸満市字武富に位置するショッピングセンター。

## 沿革
- 2010年11月23日 - 開店。

## アクセス

### 路線バス
- 武富バス停下車、徒歩約3分
  - 105番・豊見城市内一周線　（琉球バス交通）
  - 446番・那覇糸満線（那覇バス）